# Championnats d'Europe de cyclisme sur route 2017
Navigation
Édition précédente Édition suivante
Les championnats d'Europe de cyclisme sur route 2017 ont lieu du 2 au 6 août 2017 à Herning au Danemark.
Au total douze titres sont décernés, six en contre-la-montre et six en course en ligne. Contrairement à l'édition précédente, les deux épreuves féminines pour les espoirs (moins de 23 ans) et les élites sont courues séparément. Le profil annoncé des courses est plat et favorise les sprinteurs et rouleurs.
L'organisation des championnats est attribuée en décembre 2016 par l'Union européenne de cyclisme. C'est la première fois que le Danemark accueille la compétition.

## Programme
Le programme est le suivant :
| Date            | Horaires | Événement        | Distance |
| --------------- | -------- | ---------------- | -------- |
| Mercredi 2 août | 10 h 30  | Femmes - Juniors | 18,2 km  |
| Mercredi 2 août | 12 h 45  | Hommes - Juniors | 31,5 km  |
| Mercredi 2 août | 15 h 00  | Femmes - Espoirs | 31,5 km  |
| Jeudi 3 août    | 09 h 30  | Femmes - Élite   | 31,5 km  |
| Jeudi 3 août    | 12 h 15  | Hommes - Espoirs | 31,5 km  |
| Jeudi 3 août    | 15 h 00  | Hommes - Élite   | 46 km    |

| Date            | Horaires | Événement        | Distance |
| --------------- | -------- | ---------------- | -------- |
| Vendredi 4 août | 09 h 00  | Femmes - Juniors | 60,3 km  |
| Vendredi 4 août | 12 h 00  | Femmes - Espoirs | 100,5 km |
| Vendredi 4 août | 16 h 00  | Hommes - Juniors | 120,6 km |
| Samedi 5 août   | 09 h 00  | Hommes - Espoirs | 160,8 km |
| Samedi 5 août   | 14 h 00  | Femmes - Élite   | 120,6 km |
| Dimanche 6 août | 11 h 00  | Hommes - Élite   | 241,2 km |

## Podiums

### Hommes
| Compétitions     | Or                 | Argent            | Bronze             |
| Hommes - élites  |                    |                   |                    |
| Course en ligne  | Alexander Kristoff | Elia Viviani      | Moreno Hofland     |
| Contre-la-montre | Victor Campenaerts | Maciej Bodnar     | Ryan Mullen        |
| Hommes - Espoirs |                    |                   |                    |
| Course en ligne  | Casper Pedersen    | Benoît Cosnefroy  | Marc Hirschi       |
| Contre-la-montre | Kasper Asgreen     | Mikkel Bjerg      | Corentin Ermenault |
| Hommes - Juniors |                    |                   |                    |
| Course en ligne  | Michele Gazzoli    | Søren Wærenskjold | Niklas Märkl       |
| Contre-la-montre | Andreas Leknessund | Julius Johansen   | Sébastien Grignard |

### Femmes
| Compétitions     | Or                 | Argent                   | Bronze                   |
| Femmes - élites  |                    |                          |                          |
| Course en ligne  | Marianne Vos       | Giorgia Bronzini         | Olga Zabelinskaïa        |
| Contre-la-montre | Eleonora van Dijk  | Ann-Sophie Duyck         | Anna van der Breggen     |
| Femmes - Espoirs |                    |                          |                          |
| Course en ligne  | Pernille Mathiesen | Susanne Andersen         | Alice Barnes             |
| Contre-la-montre | Pernille Mathiesen | Cecilie Uttrup Ludwig    | Lisa Klein               |
| Femmes - Juniors |                    |                          |                          |
| Course en ligne  | Lorena Wiebes      | Emma Norsgaard Jørgensen | Letizia Paternoster      |
| Contre-la-montre | Elena Pirrone      | Letizia Paternoster      | Emma Norsgaard Jørgensen |

## Tableau des médailles
| Rang  | Nation      | Or | Argent | Bronze | Total |
| ----- | ----------- | -- | ------ | ------ | ----- |
| 1     | Danemark    | 4  | 4      | 1      | 9     |
| 2     | Pays-Bas    | 3  | 0      | 2      | 5     |
| 3     | Italie      | 2  | 3      | 1      | 6     |
| 4     | Norvège     | 2  | 2      | 0      | 4     |
| 5     | Belgique    | 1  | 1      | 1      | 3     |
| 6     | France      | 0  | 1      | 1      | 2     |
| 7     | Pologne     | 0  | 1      | 0      | 1     |
| 8     | Allemagne   | 0  | 0      | 2      | 2     |
| 9     | Royaume-Uni | 0  | 0      | 1      | 1     |
| 9     | Suisse      | 0  | 0      | 1      | 1     |
| 9     | Russie      | 0  | 0      | 1      | 1     |
| 9     | Irlande     | 0  | 0      | 1      | 1     |
| Total | Total       | 12 | 12     | 12     | 36    |